# Castel Coredo
Castel Coredo è un castello medievale che si trova nella frazione omonima del comune Predaia in provincia di Trento.

## Storia
Il castello sorge su un piccolo colle vicino al cimitero del paese. Venne menzionato per la prima volta nel 1288, con Nicolaus de Corde in un documento redatto a Bolzano, e nel 1291, quando era di proprietà di un Paolo del fu Nicola di Castel Coredo. In seguito fu la dimora di vari rami della famiglia dei Coredo.
Nel 1477 fu occupato dagli abitanti del luogo in occasione di una rivolta contro il principe vescovo di Trento.
Nel 1611 il castello fu completamente distrutto da un incendio e abbandonato per più di un secolo. Solamente nel 1726 venne ricostruito nelle forme attuali, che però hanno completamente cancellato l'antica struttura medievale probabilmente più grande e estesa su tutta la sommità del colle.
Il castello è di proprietà dei conti Coreth che nel 2019 hanno aperto il maniero a visite guidate.